# Liste der Kulturgüter in Bolligen
Die Liste der Kulturgüter in Bolligen enthält alle Objekte in der Gemeinde Bolligen im Kanton Bern, die gemäss der Haager Konvention zum Schutz von Kulturgut bei bewaffneten Konflikten, dem Bundesgesetz vom 20. Juni 2014 über den Schutz der Kulturgüter bei bewaffneten Konflikten sowie der Verordnung vom 29. Oktober 2014 über den Schutz der Kulturgüter bei bewaffneten Konflikten unter Schutz stehen.
Objekte der Kategorien A und B sind vollständig in der Liste enthalten, Objekte der Kategorie C fehlen zurzeit (Stand: 26. Januar 2024). Unter übrige Baudenkmäler sind geschützte Objekte zu finden, die im Bauinventar des Kantons Bern als «schützenswert» verzeichnet sind.

## Kulturgüter
| Foto |                                                            | Objekt                             | Kat. | Typ | Standort                              | Beschreibung |
| ---- | ---------------------------------------------------------- | ---------------------------------- | ---- | --- | ------------------------------------- | --- |
| ja   | Datei hochladen · Wikidata zu Wegmühle (Q2554308)          | Wegmühle KGS-Nr.: 00798            | A    | G   | Bolligenstrasse 70–86 604409 / 201997 | Erstmals 1275 erwähnte Mühle mit dazu gehörender Campagne. Das Ensemble umfasst im Wesentlichen das Mühlengebäude von 1785/86, die Campagne von 1669, die älteren Mühlengebäuden von 1613, dem Gutshof aus dem frühen 19. Jahrhundert, den Verladehangar von 1913 sowie die Getreidesilos von 1930 und 1964.                                                              |
| ja   | Datei hochladen · Wikidata zu Kleingewerbehaus (Q19362538) | Kleingewerblerhaus KGS-Nr.: 09201  | A    | G   | Eisengasse 31 604279 / 202592         | 1767 erbautes, von einem Garten umgebenes Wohnhaus eines Tauners und Kleingewerbetreibenden mit viel originaler Bausubstanz. Ursprünglich viergeteilter Ständerbau unter geknicktem Viertelwalmdach mit Fusswalm, durchgehende Fensterbänke mit kräftig akzentuiertem Karniesfries. Ein schmales Tenn trennt je zwei Wohnteile voneinander.                               |
| ja   | Datei hochladen · Wikidata zu Burg Geristein (Q1011937)    | Burgruine Geristein KGS-Nr.: 00795 | B    | G   | Geristein 606480 / 204400             | Überreste der Burg der Freiherren von Geristein, die Mitte des 13. Jahrhunderts erbaut, 1298 von den Bernern zerstört und in der zweiten Hälfte des 14. Jahrhunderts endgültig aufgegeben wurde. Die Anlage umfasst den Stumpf eines aus bossierten Mauerquadern errichteten Rundturms von bis zu drei Metern Dicke sowie einen Teil der einst geschlossenen Aussenmauer. |

## Übrige Baudenkmäler
Hinweis: Anstelle der KGS-Nummer wird als Objekt-Identifikator (ID) die Grundstücksnummer verwendet.
| ID   | Foto |                                                                                             | Objekt                                                                         | Typ | Standort                              | Beschreibung |
| ---- | ---- | ------------------------------------------------------------------------------------------- | ------------------------------------------------------------------------------ | --- | ------------------------------------- | --- |
| 14   | ja   | Datei hochladen · Wikidata zu Reformierte Kirche Bolligen (Q108680094)                      | Reformierte Kirche (12./13. Jh.)                                               | G   | Kirchstrasse 4 604374 / 202660        | |
| 15   | ja   | Datei hochladen · Wikidata zu Ehemaliges Schulhaus (Q109156496)                             | Ehemaliges Schulhaus (1763)                                                    | G   | Brunnenhofstrasse 3 604380 / 202727   | |
| 16   | ja   | Datei hochladen · Wikidata zu Ortsstube Bolligen (Q27479843)                                | Pfrundscheune (1771)                                                           | G   | Kirchstrasse 6 604363 / 202702        | Die ehemalige Pfrundscheune von 1771, als "Pfrundschüür" bekannt, wurde Ende der 1970er Jahre umgebaut und beherbergt heute das Heimatmuseum der Gemeinden Bolligen, Ittigen und Ostermundigen, die "Ortsstube Bolligen" und einen Kindergarten. |
| 16   | ja   | Datei hochladen · Wikidata zu Pfarrhaus Bolligen (Q110735533)                               | Pfarrhaus (1581)                                                               | G   | Kirchstrasse 8 604326 / 202694        | Erweiterung 1734, Gesamtrenovation 1960-63 |
| 16   | ja   | Datei hochladen · Wikidata zu Ofenhaus (2. Hälfte 18. Jh.) (Q110736076)                     | Ofenhaus (2. Hälfte 18. Jh.)                                                   | G   | Kirchstrasse 8a 604336 / 202710       | |
| 16   | ja   | Datei hochladen · Wikidata zu Kirchgemeindehaus mit Sigristenwohnung (1964/65) (Q110736568) | Kirchgemeindehaus mit Sigristenwohnung (1964)                                  | G   | Kirchstrasse 10, 12 604299 / 202718   | Auf dem Hof in der Anlage steht auf einer Stele die abstrakte Bronzeplastik Offene Gemeinde von 1966 von Marcel Perincioli |
| 17   | ja   | Datei hochladen · Wikidata zu Schulhaus (1864) (Q112043156)                                 | Schulhaus (1864)                                                               | G   | Bolligenstrasse 113 604546 / 202857   | |
| 59   | ja   | Datei hochladen · Wikidata zu Ehemaliges Bauernhaus, heute Reberhaus (Q112043441)           | Ehemaliges Bauernhaus (2. Hälfte 18. Jh.), umgebaut 1995-98, heute "Reberhaus" | G   | Kirchstrasse 9 604330 / 202602        | |
| 59   | ja   | Datei hochladen · Wikidata zu Ofenhaus (2. Hälfte 18. Jh.) (Q112043677)                     | Ofenhaus (2. Hälfte 18. Jh.)                                                   | G   | Kirchstrasse 9a 604358 / 202566       | |
| 72   | ja   | Datei hochladen · Wikidata zu Brunnen (Q112045587)                                          | Brunnen (2. Hälfte 18. Jh.)                                                    | K   | Sonnenrain N.N. 604098 / 202657       | |
| 82   | ja   | Datei hochladen · Wikidata zu Wohnstock "Lindenburg" (1720) (Q112045791)                    | Wohnstock "Lindenburg" (1720)                                                  | G   | Flugbrunnenstrasse 24 604815 / 202535 | |
| 82   | ja   | Datei hochladen · Wikidata zu Stöckli (1786) (Q115140056)                                   | Stöckli (1786)                                                                 | G   | Flugbrunnenstrasse 26 604816 / 202571 | |
| 126  | ja   | Datei hochladen · Wikidata zu Gasthof Sternen (1843) (Q115141790)                           | Gasthof Sternen (1843)                                                         | G   | Bolligenstrasse 126 604485 / 202716   | |
| 132  | ja   | Datei hochladen · Wikidata zu Ehemalige Marienkapelle / Bauernhaus (1535) (Q115142308)      | Ehemalige Marienkapelle / Bauernhaus (1535)                                    | G   | Stampachgasse 53 604408 / 203600      | |
| 221  | ja   | Datei hochladen · Wikidata zu Bauernhaus (1788) (Q115144168)                                | Bauernhaus (1788)                                                              | G   | Bächer 157 604938 / 204519            | |
| 221  | ja   | Datei hochladen · Wikidata zu Stöckli, Bächer 159, Bolligen (1831) (Q115145453)             | Stöckli (1831)                                                                 | G   | Bächer 159 604914 / 204501            | |
| 225  | ja   | Datei hochladen · Wikidata zu Bauernhaus (1800) (Q115147048)                                | Bauernhaus (1800)                                                              | G   | Stockacher 123 604327 / 203919        | |
| 227  | ja   | Datei hochladen · Wikidata zu Bauernhaus (1805) (Q115147668)                                | Bauernhaus (1805)                                                              | G   | Zälgli 182 604775 / 203831            | |
| 234  | ja   | Datei hochladen · Wikidata zu Stöckli (1799) (Q115148198)                                   | Stöckli (1799)                                                                 | G   | Stampach 93 604134 / 203606           | |
| 253  | ja   | Datei hochladen · Wikidata zu Bauernhaus (1888) (Q115148408)                                | Bauernhaus (1888)                                                              | G   | Schlupfstrasse 2 604343 / 203694      | |
| 272  | ja   | Datei hochladen · Wikidata zu Ehemaliges Bauernhaus (1794) (Q115148530)                     | Ehemaliges Bauernhaus (1794)                                                   | G   | Hubelgasse 42 604584 / 203556         | |
| 286  | ja   | Datei hochladen · Wikidata zu Bauernhaus (1851) (Q115148707)                                | Bauernhaus (1851)                                                              | G   | Dorfstrasse 1 604488 / 203638         | |
| 553  | ja   | Datei hochladen · Wikidata zu Gasthaus Laufenbad (1846) (Q115149594)                        | Gasthaus Laufenbad (1846)                                                      | G   | Laufenbad 230 607313 / 204692         | |
| 594  | ja   | Datei hochladen · Wikidata zu Käserei (2. Hälfte 19. Jahrhundert) (Q115155530)              | Käserei (2. Hälfte 19. Jh.)                                                    | G   | Harnischhuet 298 606298 / 204127      | |
| 621  | ja   | Datei hochladen · Wikidata zu Ehemaliges Bauernhaus (1761) (Q115155889)                     | Ehemaliges Bauernhaus (1761)                                                   | G   | Geristein 283 606539 / 204641         | |
| 1086 | ja   | Datei hochladen · Wikidata zu Stöckli (1814) (Q115156319)                                   | Stöckli (1814)                                                                 | G   | Bolligenstrasse 86 604410 / 202060    | |
| 1188 | ja   | Datei hochladen · Wikidata zu Wegmühle (Q2554308)                                           | Fuhrhalterei der Wegmühle (2. Hälfte 19. Jh.)                                  | G   | Rörswilstrasse 70 604421 / 201955     | |
| 1575 | ja   | Datei hochladen · Wikidata zu Bauernhaus (1831) (Q115156552)                                | Bauernhaus (1831)                                                              | G   | Flugbrunnen 394 605328 / 202598       | |
| 1575 | ja   | Datei hochladen · Wikidata zu Stöckli (1856) (Q115156899)                                   | Stöckli (1856)                                                                 | G   | Flugbrunnen 397 605288 / 202601       | |
| 1622 | ja   | Datei hochladen · Wikidata zu Speicher (1774) (Q115157356)                                  | Speicher (1774)                                                                | G   | Flugbrunnen 418 605263 / 202562       | |
| 1663 | ja   | Datei hochladen · Wikidata zu Bauernhaus (1775) (Q115157689)                                | Bauernhaus (1775)                                                              | G   | Flugbrunnen 409 605337 / 202572       | |
| 1663 | ja   | Datei hochladen · Wikidata zu Stöckli (1853) (Q115158349)                                   | Stöckli (1853)                                                                 | G   | Flugbrunnen 410 605367 / 202547       | |
| 1728 | ja   | Datei hochladen · Wikidata zu Ofenhaus-Speicher (Mitte 18. Jahrhundert) (Q115159128)        | Ofenhaus-Speicher (Mitte 18. Jh.)                                              | G   | Bantigen 373 606005 / 202605          | |
| 1732 | ja   | Datei hochladen · Wikidata zu Stöckli (1840) (Q115159599)                                   | Stöckli (1840)                                                                 | G   | Bantigen 375 606072 / 202589          | |
| 1776 | ja   | Datei hochladen · Wikidata zu Ehemaliges Ofenhaus (1791) (Q115161843)                       | Ehemaliges Ofenhaus (1791)                                                     | G   | Bantigen 339 606098 / 202690          | |
| 1784 | ja   | Datei hochladen · Wikidata zu Ofenhaus (2. Hälfte 18. Jahrhundert) (Q115162120)             | Ofenhaus (2. Hälfte 18. Jh)                                                    | G   | Bantigen 369 606013 / 202619          | |
| 1788 | ja   | Datei hochladen · Wikidata zu Stöckli (1845) (Q115162367)                                   | Stöckli (1845)                                                                 | G   | Ferenberg 534 607017 / 201690         | |
| 1795 | ja   | Datei hochladen · Wikidata zu Speicher (1724) (Q115162769)                                  | Speicher (1724)                                                                | G   | Ferenberg 564 607100 / 201673         | |
| 1795 | ja   | Datei hochladen · Wikidata zu Stöckli (1791) (Q115163343)                                   | Stöckli (1791)                                                                 | G   | Ferenberg 561 607129 / 201707         | |
| 1812 | ja   | Datei hochladen · Wikidata zu Bauernhaus (1657) (Q115163474)                                | Bauernhaus (1657)                                                              | G   | Ferenberg 521 607097 / 201798         | |
| 1839 | ja   | Datei hochladen · Wikidata zu Stöckli (1797) (Q115163564)                                   | Stöckli (1797)                                                                 | G   | Ferenberg 541 607129 / 201754         | |
| 1944 | ja   | Datei hochladen · Wikidata zu Bauernhaus (1884) (Q115163697)                                | Bauernhaus (1884)                                                              | G   | Hofacher 472 606539 / 201744          | |
| 1944 | ja   | Datei hochladen · Wikidata zu Ofenhaus-Speicher (1823) (Q115163837)                         | Ofenhaus-Speicher (1823)                                                       | G   | Hofacher 476 606517 / 201712          | |
| 1964 | ja   | Datei hochladen · Wikidata zu Bauernhaus (1825) (Q115163922)                                | Bauernhaus (1825)                                                              | G   | Hofure 614 608227 / 202642            | |
| 1985 | ja   | Datei hochladen · Wikidata zu Bauernhaus (1871) (Q115163977)                                | Bauernhaus (1871)                                                              | G   | Ferenberg 500 607003 / 201914         | |
| 2136 | ja   | Datei hochladen · Wikidata zu Stöckli (1. Hälfte 19. Jahrhundert) (Q115164026)              | Stöckli (1. Hälfte 19. Jh.)                                                    | G   | Brunnenhofstrasse 1 604430 / 202712   | |
| 2189 | ja   | Datei hochladen · Wikidata zu Bauernhaus (1. Hälfte 18. Jahrhundert) (Q115168898)           | Bauernhaus (1. Hälfte 18. Jh.)                                                 | G   | Stampachgasse 55 604436 / 203621      | |
| 2602 | ja   | Datei hochladen · Wikidata zu Einfamilienhaus (1966) (Q115173560)                           | Einfamilienhaus (1966)                                                         | G   | Kistlerstrasse 55 604222 / 202345     | |
| 3330 | ja   | Datei hochladen · Wikidata zu Villa (1958/59) (Q115173861)                                  | Villa (1958/59)                                                                | G   | Burech 433 605275 / 202353            | |
| 3917 | ja   | Datei hochladen · Wikidata zu Bauernhaus (1794) (Q115174734)                                | Bauernhaus (1794)                                                              | G   | Wysshus 149 604436 / 204360           | |
| 4061 | ja   | Datei hochladen · Wikidata zu Campagne Hubelgut (Q1030109)                                  | Campagne Hubelgut (um 1670)                                                    | G   | Dorfstrasse 2, 4 604533 / 203614      | |
| 4061 | ja   | Datei hochladen · Wikidata zu Schopf und Remise (um 1670) (Q115175376)                      | Schopf und Remise (um 1670)                                                    | G   | Dorfstrasse 4b 604526 / 203649        | |
| 4278 | ja   | Datei hochladen · Wikidata zu Einfamilienhaus (1968) (Q115175585)                           | Einfamilienhaus (1968)                                                         | G   | Quellenstrasse 11 604705 / 202770     | |
| 6650 | ja   | Datei hochladen · Wikidata zu Ehemaliges Bauernhaus (1778) (Q115175884)                     | Ehemaliges Bauernhaus (1778)                                                   | G   | Gässlisacher 163 604823 / 204049      | |
| 6651 | ja   | Datei hochladen · Wikidata zu Ofenhausstöckli (1782) (Q115176013)                           | Ofenhausstöckli (1782)                                                         | G   | Gässlisacher 162 604859 / 204022      | |
| 6863 | ja   | Datei hochladen · Wikidata zu Stöckli (1812) (Q115182589)                                   | Stöckli (1812)                                                                 | G   | Bolligenstrasse 128 604516 / 202707   | |
| 6898 | ja   | Datei hochladen · Wikidata zu Schulhaus (1. Hälfte 19. Jahrhundert) (Q115185268)            | Schulhaus (1. Hälfte 19. Jh.)                                                  | G   | Geristein 291 606390 / 204481         | |
| 6911 | ja   | Datei hochladen · Wikidata zu Stöckli (1838) (Q115182762)                                   | Stöckli (1838)                                                                 | G   | Eisengasse 25 604287 / 202533         | |